# 貴仁
貴仁（1507年—？年），字子任，太醫院籍，河南汝寧府汝陽縣（今汝南县、平舆县）人，治《易經》，明朝政治人物。

## 生平
四月十三日生，行一，由國子生中式嘉靖十年（1531年）辛卯科河南鄉試第三名舉人，年三十五歲中式嘉靖二十年（1541年）辛丑科會試第二百二十八名，第三甲第一百八十一名進士。

## 家族
曾祖貴茂，御醫 ；祖貴瑄，良醫正；父貴晟；母宗氏。慈侍下，妻翁氏，弟儒（貢士）；仕；伸；倫；俸；像。